# Caty Juan de Corral
Catalina Juan Servera (Palma de Maiorca 1926 - 11 de novembro de 2014) mais conhecida por seu pseudónimo de Caty Juan de Corral, foi uma escritora, jornalista e gastrônoma espanhola. Desenvolveu um intenso trabalho literário: publicou seis novelas, numerosos contos e sete livros de cozinha.

## Trajectória profissional
Como jornalista colaborou em diários e revistas como ABC, Baleares, Blanco e Negro, Última Hora, Diario de Mallorca, Tele-Exprés, Diario Feminino, Yate y Motonáutica, Sábado Gráfico, Diario de Sevilla e Gaceta Ilustrada, entre outras.
Também destacou como escritora no âmbito gastronómico, onde adquiriu relevância pela tarefa de recuperação e difusão da cozinha das Baleares: Cozinha Balear, as quatro estações, Reposteria balear e cozinha mediterránea criativa Receitas com ángel. Colaborou em revistas como Sobremesa Y Gourmet. Entre 1980 e 2012 publicou dois artigos semanais sobre cozinha de temporada em Última Hora em Em 2009 foi nomeada presidenta de honra da Associação de Jornalista e Escritores Gastronômicos das Baleares.

## Trajectória artística
Paralelamente a sua tarefa como escritora e com a assinatura de Caty Juan, foi pintora. Desde 1948 e até sua morte realizou 48 exposições individuais em Palma de Maiorca, Barcelona, Madrid e outras cidades espanholas, bem como em Paris (1964), Hannover (1991) ou Carcasona, além de participar em múltiplas colectivas. Sua pintura caracteriza-se pela força do desenho e da cor, considerando-se o melhor expoente da nova figuração maiorquina. Além de pintura, Caty Juan também se aventurou na gravação, escultura, cerâmica ou o tapiz.
Em sua etapa abstrata, entre os anos 1958 e 1962, foi membro do Grupo Tago um dos poucos e mais importantes grupos de tendência de vanguardia surgidos durante os anos da posguerra espanhola. Desde o ano 1986 até à sua morte, foi membro da Real Academia de Belas Artes de São Sebastião. A sua obra encontra-se exposta em diversos museus e colecções,  como o Museu do Gravado da Biblioteca Nacional (Madrid) e a colecção Duquesa de Alba.

## Obra
- Ropa tendida (1958) novela
- Un paso hacia la calle [Um passo para a rua] (1967) novela
- La herida [A ferida] (1968) novela
- Uma parede de adobes (1971) novela
- A támbara (1973) novela
- A noite do calamar (1976) novela

## Prêmios
- 1971 - Prêmio Ciutat de Terrassa por Uma parede de adobes
- 1972 - Prêmio Armengot pela tambara
- 1973 - Prêmio Ciutat de Girona  por Flores silvestres para mim
- 1976 - Prêmio Café Gijón pela noite do calamar[3]
- 2007 - Prêmio Ramon Llull (Governo Balear) por sua trajectória artística, literária e de investigação e divulgação da gastronomia das Baleares.[4][5]
- Em pintura obteve mais de duas dezenas de prêmios entre os anos 1956 e 1995